# Justify
Justify – drugi singel z płyty Black Roses fińskiego zespołu The Rasmus.

## Lista utworów singla
1. Justify 4:25
2. Yesterday You Threw Away Tomorrow 3:06
3. Justify (Brown Version) 4:18

## Teledysk
Teledysk do „Justify” nagrywany był 9 listopada 2008. Wyreżyserował go członek zespołu, Pauli Rantasalmi.

## Pozycje na listach
| Lista przebojów | Najwyższa pozycja |
| --------------- | ----------------- |
| Słowacja        | 72                |
| POPLista RMF FM | 1                 |
| Austria         | 61                |
| Niemcy          | 56                |
| Litwa           | 13                |
| Finlandia       | 7                 |